# اولمن
شهر اولمن (به آلمانی: Ulmen) در ایالت راینلند-فالتز در کشور آلمان واقع شده‌است.